# Saleh Deby Itno
Pour les articles homonymes, voir Saleh.
Saleh Deby Itno alias Salaye, est un militaire tchadien mort le 24 décembre 2024 au Caire.

## Biographie

### Enfance, éducation et débuts
Saleh Deby Itno est le fils d'un berger musulman issu du clan bideyat, une partie du groupe ethnique zaghawa. Il est le frère cadet de maréchal Idriss Déby, ancien président du Tchad. Il est ainsi l'oncle de Mahamat Idriss Déby.

### Carrière
Saleh Deby Itno a construit une carrière qui gravite autour de celle de son frère, le président Idriss Déby.
Saleh Deby Itno a été directeur des douanes. Il en est limogé le 23 octobre 2015, pour ne pas avoir versé les recettes douanières au Trésor Public.
Il est soupçonné de participation à une tentative de coup d'État en 2013,. En 2013 et 2015, il est arrêté,. En 2020, il est accusé de crime et risque l'interpellation. Il doit répondre à une convocation de la commission des droits de l'homme au Tchad. Il est aussi accusé la même année d'homicide,.
Il a été membre du cabinet civil de la présidence,. En janvier 2023, il est révoqué de la police nationale,.
Il rallie le Parti socialiste sans frontières de Yaya Dillo à la veille de la présidentielle,,,.
Il est arrêté à la fin du mois de février 2024 à la suite des événements ayant conduit à la mort de l'opposant Yaya Dillo. Puis le 1er mars 2024, par un décret, il est radié de la police nationale.
En juillet 2024, il est déclaré non coupable et acquitté par la justice tchadienne. Après sa condamnation, il s’exile entre l’Égypte et le Maroc, où il était résident.

### Mort
Saleh Deby Itno est mort le 24 décembre 2024 au Caire en Égypte des suite d'une courte maladie, alors qu’il était en évacuation sanitaire vers la France. Il est inhumé le 25 décembre à Amdjarass au Tchad.
Le jour même de sa mort, le Parti socialiste sans frontières (PSF) auquel il appartenait, prétend que la mort de Saleh Déby Itno est un meurtre.